# Wernerkapel (Oberwesel)
De voormalige Wernerkapel (Wernerkapelle) is een gotisch kerkgebouw in de Duitse stad Oberwesel. Tot 2008 was de kapel aan Werner van Oberwesel gewijd, maar draagt sindsdien de naam Moeder Rosakapel. Desondanks wordt de naam Wernerkapel nog altijd volop gebruikt.
Sinds het jaar 2002 maakt de kapel deel uit van het UNESCO-werelderfgoed van de bovenloop van het Midden-Rijndal.

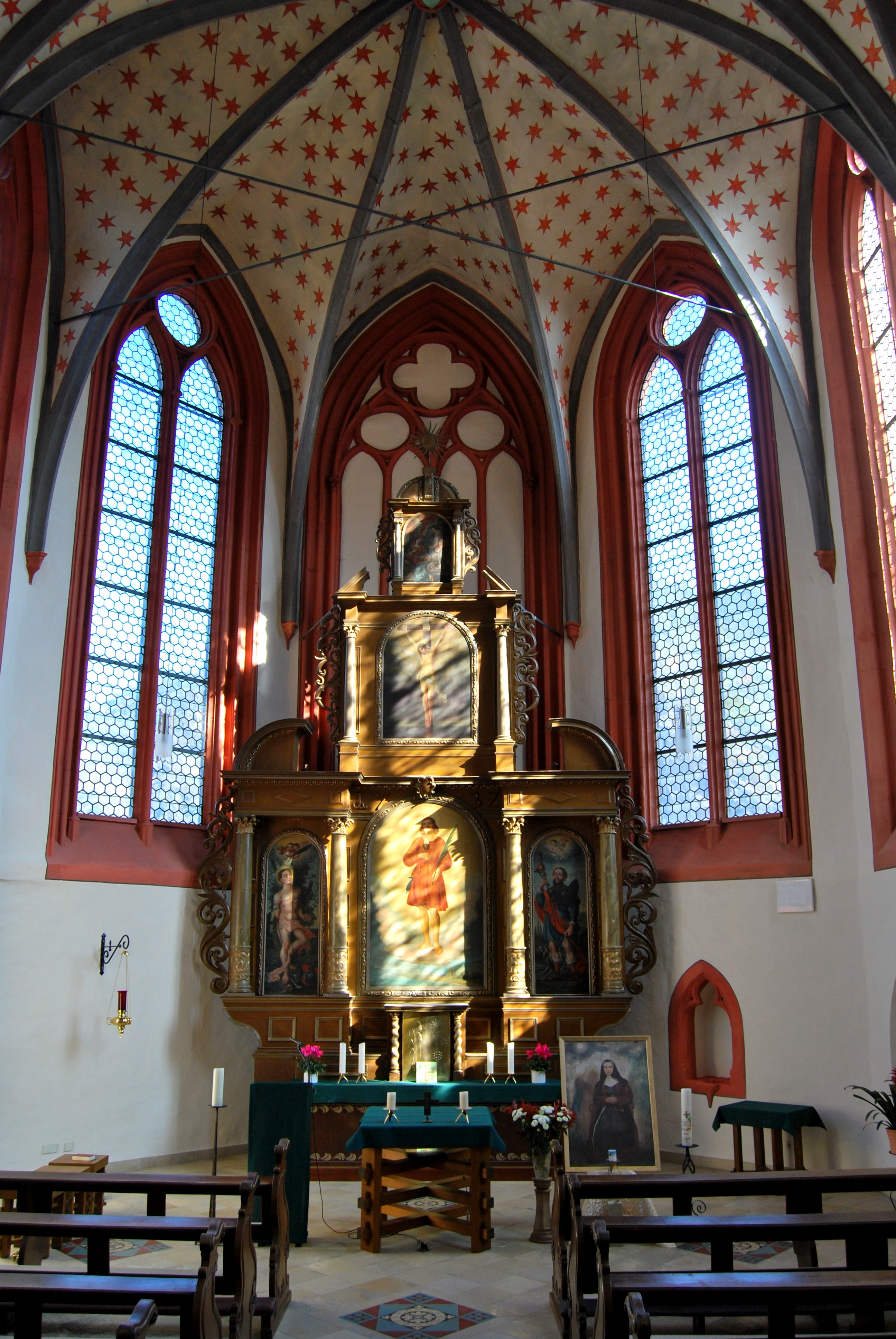
Hoogaltaar

## Geschiedenis

#### Voorgeschiedenis
Op Witte Donderdag in het jaar 1287 werd in de buurt van Bacharach het lichaam van een 16-jarige doodgemartelde jongen gevonden. De knaap, Werner geheten, werkte bij een joodse familie en al snel ging het gerucht de ronde dat de joden de jongen hadden vermoord om zijn bloed te kunnen gebruiken bij de rituelen van het Pesachfeest. De gebeurtenis zette aan tot bloedige pogroms, niet alleen in de streek zelf maar ook aan de Moezel en de Beneden-Rijn. Bij het graf van Werner werd binnen korte tijd de eerste wonderen gemeld en Werner groeide uit tot een volksheilige.

#### Geschiedenis
Nog voor het jaar 1300 werd begonnen met de bouw van de kapel. De kapel werd door het hospitaal gebruikt en droeg zoals gebruikelijk bij spitaalkapellen het patrocinium van de Heilige Geest. Sinds 1305 wordt dit hospitaal in de annalen van Oberwesel vermeld. De kapel werd tijdens de Paltse erfopvolgingsoorlog in het jaar 1689 gedeeltelijk verwoest. Bij het herbouwwerkzaamheden rond 1700 werd alleen het koor weer hersteld, dat met de oostelijke steunberen op de aan de Rijn gelegen stadsmuur staat. Onder de kapel loopt een doorgang van de eveneens naar de heilige vernoemde Wernerstraße.
Tot 1963 werd de Wernercultus gevierd, maar de naam bleef verbonden aan de Jodenvervolging en in 1963 liet het bisdom Trier zijn naam uit het heiligenregister doorhalen. De aan hem gewijde kapel werd in het jaar 2001 gerenoveerd en in 2008 gewijd aan de in hetzelfde jaar zaliggesproken Rosa Flesch, de stichteres van de Congregatie van de Franciscanessen van de Allerzaligste Maagd Maria ter Engelen.

## Afbeeldingen

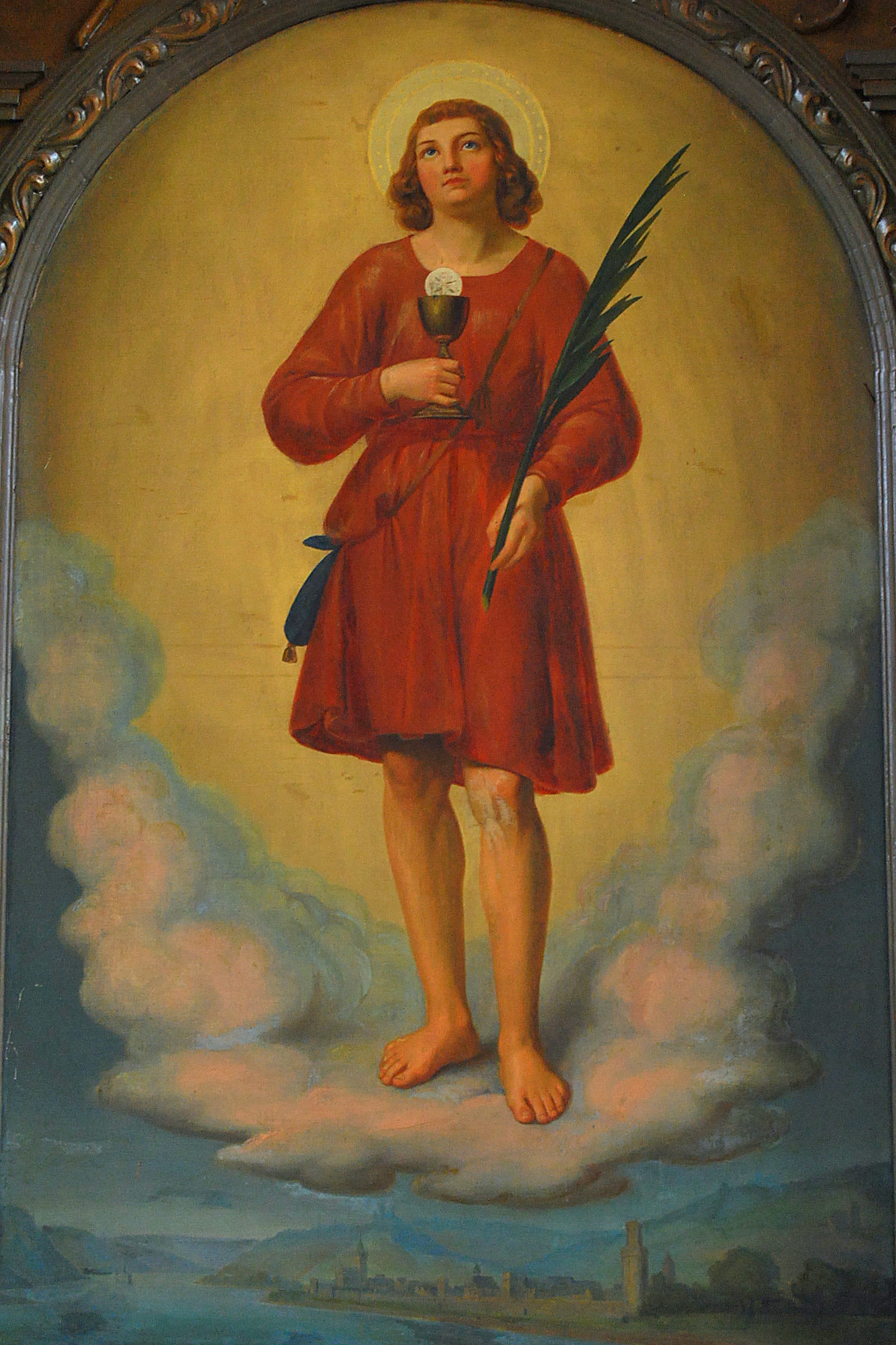
Altaarschilderij van Werner
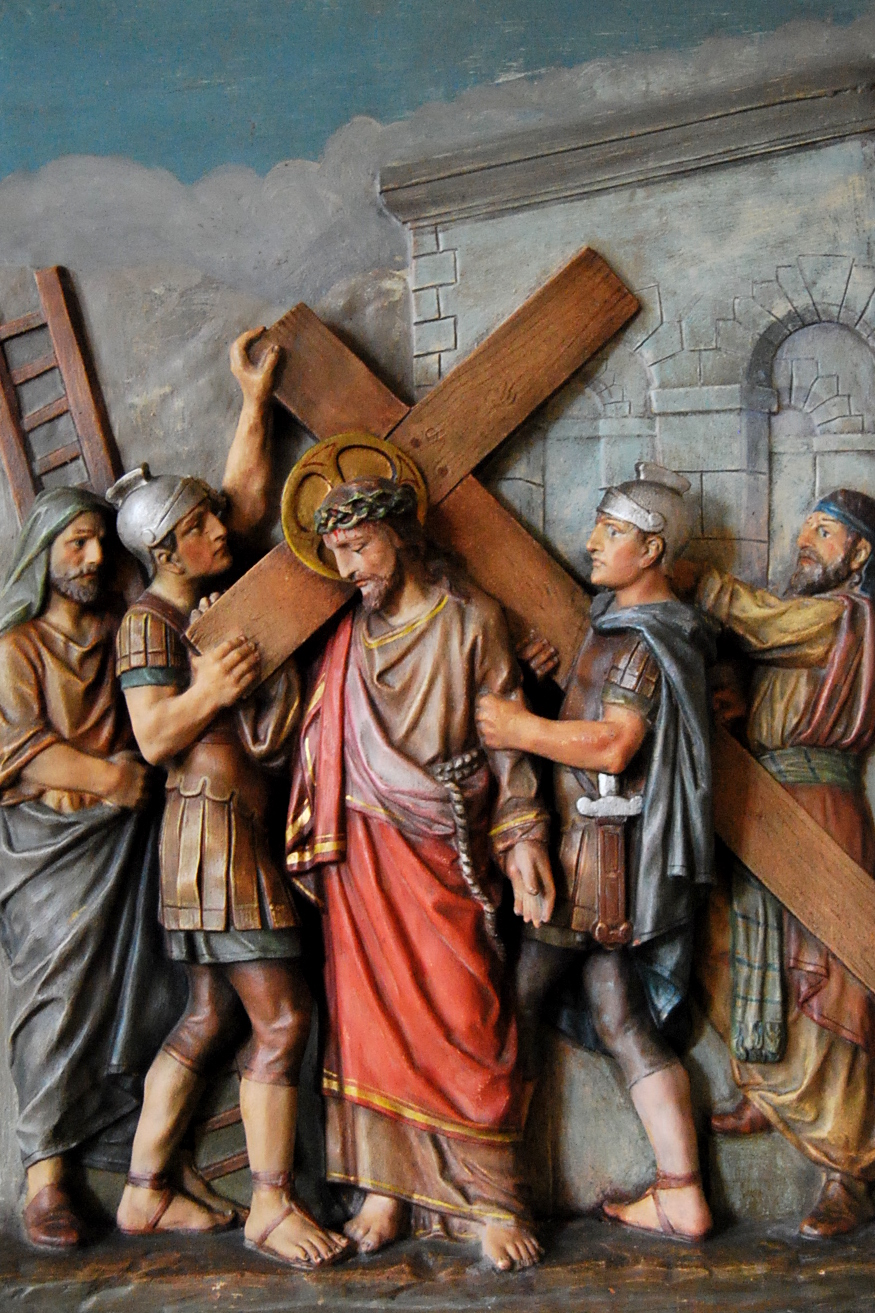
Statie van kruiswerg